# Arsène Auguste
Arsène Auguste (Puerto Príncipe; 3 de febrero de 1951-Miami; 20 de marzo de 1993) fue un futbolista haitiano que representó a su país en la Copa Mundial de la FIFA 1974.
Murió de un ataque al corazón el 20 de marzo de 1993 mientras podaba un césped en Miami, Florida.

## Trayectoria
Jugó fútbol de clubes profesional con Racing Club Haïtien y Nueva Jersey Brewers, Tampa Bay Rowdies y Fort Lauderdale Strikers en Estados Unidos.
Anotó el gol de la victoria en el minuto 66 de la victoria por 2-0 para Tampa Bay en el Soccer Bowl '75.
En 1978 y 1980 formó parte del bando perdedor en las finales de Soccer Bowl, una vez con Tampa Bay y Fort Lauderdale. En ambas ocasiones su equipo cayó ante el New York Cosmos, con marcadores de 1-3 y 0-3, respectivamente.
En 1986, proveniente de Pittsburgh Spirit, volvió a firmar con los Rowdies que jugaba en la American Indoor Soccer Association.

## Selección nacional
Jugó en 15 partidos de clasificación para la Copa del Mundo con Haití de 1973 a 1981, el último de ellos fue un empate 1-1 con México en el Campeonato de la Concacaf de 1981 en Tegucigalpa.

### Participaciones en Copas del Mundo
| Mundial                        | Sede     | Resultado    |
| ------------------------------ | -------- | ------------ |
| Copa Mundial de Fútbol de 1974 | Alemania | Primera fase |

## Clubes
| Club                     | País           | Año       |
| ------------------------ | -------------- | --------- |
| Racing Haïtien           | Haití          | 1971-1975 |
| New Jersey Brewers       | Estados Unidos | 1975      |
| Tampa Bay Rowdies        | Estados Unidos | 1975-1980 |
| Fort Lauderdale Strikers | Estados Unidos | 1980-1981 |
| Pittsburgh Spirit        | Estados Unidos | 1981-1985 |
| Tampa Bay Rowdies        | Estados Unidos | 1986-1987 |

## Palmarés

### Títulos nacionales
| Título                              | Equipo            | País           | Año     |
| ----------------------------------- | ----------------- | -------------- | ------- |
| North American Soccer League        | Tampa Bay Rowdies | Estados Unidos | 1975    |
| North American Soccer League Indoor | Tampa Bay Rowdies | Estados Unidos | 1976    |
| North American Soccer League Indoor | Tampa Bay Rowdies | Estados Unidos | 1979-80 |

### Títulos internacionales
| Título                                | Equipo | Sede  | Año  |
| ------------------------------------- | ------ | ----- | ---- |
| Campeonato de Naciones de la Concacaf | Haití  | Haití | 1973 |